# Ippolit Bogdanowicz
Ippolit Fiodorowicz Bogdanowicz (ros. Ипполи́т Фёдорович Богдано́вич, ur. 3 stycznia 1744 w miejscowości Pieriewołocznaja w guberni połtawskiej, zm. 18 stycznia 1803 w Kursku) – rosyjski poeta i dramatopisarz.

## Życiorys
W początkowym okresie twórczości był związany z pismem „Poleznoje uwiesielenije” Chieraskowa, który patronował mu jako młodemu poecie. W 1783 napisał swoje główne dzieło – poemat heroikomiczny Duszeńka będący trawestacją antycznego mitu, opartą na powieści de La Fontaine’a Les amours de Psyché et de Cupidon; poemat ten był napisanym językiem wytwornym i jednocześnie lekkim i pełnym wdzięku. Jest też autorem utworów scenicznych – m.in. komedii lirycznej Radość Duszeńki (1786) i dramatu Słowianie (1788). W 1785 wydał zbiór przysłów ludowych Russkije posłowicy; tłumaczył też utwory Voltaire’a, Diderota i Rousseau i redagował pismo Niewinnoje uprażnienije (1763) i gazetę „Santk-Pietierburgskije wiedomosti” (1775–1782).